# Regione di Pemba Sud
La regione di Pemba Sud (ufficialmente Pemba South in inglese) è una regione della Tanzania, costituita dalla parte meridionale dell'isola di Pemba. Ha capoluogo Mkoani.

## Distretti
La regione è suddivisa amministrativamente in due distretti:
- Chake Chake
- Mkoani